# 威爾遜鎮區 (堪薩斯州萊恩縣)
威爾遜鎮區（英語：Wilson Township）是位於美國堪薩斯州萊恩縣的一個行政鎮區。

## 地方資料
威爾遜鎮區的面積為206.32平方千米，當中陸地面積為205.90平方千米，而水域面積為0.42平方千米。根據2010年美國人口普查的數據，當地共有人口59人，而人口密度為每平方千米0.29人。

## 外部連結
- US-Counties.com
- City-Data.com （页面存档备份，存于）